# Henry Duff Traill

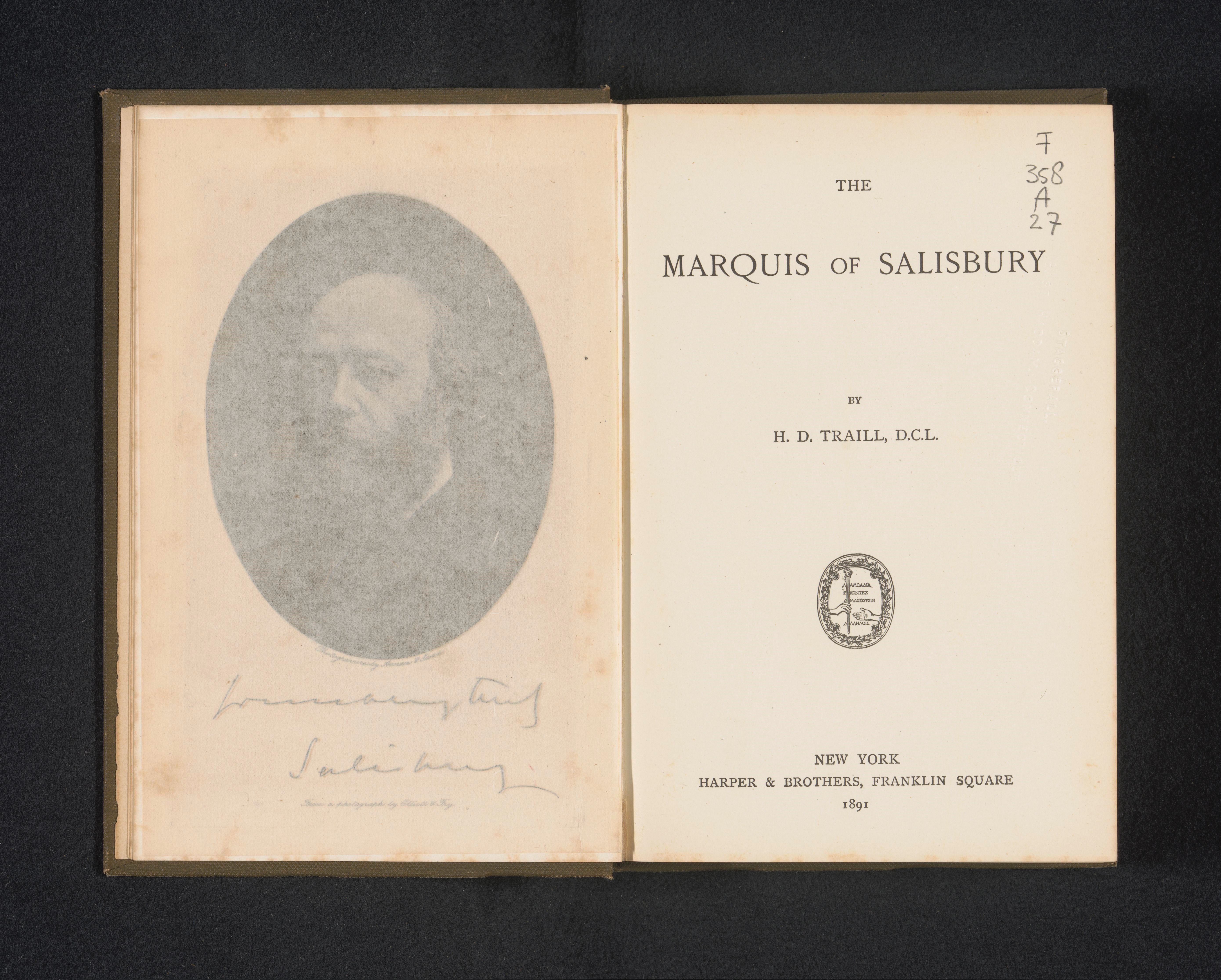
The Marquis of Salisbury (Henry Duff Trail, 1891)

Henry Duff Traill (* 14. August 1842 in London; † 21. Februar 1900 ebd.) war ein britischer Schriftsteller und Journalist.

## Leben
Henry Duff Traill wurde in Blackheath geboren und entstammte einer alten schottischen Familie aus Caithness, den Traills of Rattar. Sein Vater, James Traill, war Richter am Polizeigericht von Greenwich und Woolwich. Traill erhielt ein Stipendium am St. John’s College in Oxford und schloss 1865 sein Studium der Naturwissenschaften ab, ließ sich dann aber zu Rechtswissenschaft zulassen und wurde 1869 zum Anwalt berufen. Im Jahr 1871 wurde er zum Inspektor für das Bildungsministerium ernannt, eine Position, die es ihm ermöglichte, seine literarische Begabung zu pflegen.
Im Jahr 1873 wurde Traill Mitarbeiter der Pall Mall Gazette, die damals von Frederick Greenwood herausgegeben wurde. 1880 ging er zur St. James's Gazette, aschrieb bis 1895 weiter für diese Zeitung. In der Zwischenzeit hatte er sich auch dem Stab der Saturday Review angeschlossen, an die er neben anderen Schriften wöchentliche Verse zu Themen des Tages schickte. Einige der besten von ihnen veröffentlichte er 1882 in einem Band mit dem Titel Recaptured Rhymes, andere in einer späteren Sammlung Saturday Songs (1890).
Er schrieb auch Leitartikel für den Daily Telegraph und redigierte von 1889 bis 1891 The Observer, dessen Auflage während seiner Zeit dort stark stieg. 1897 wurde er erster Redakteur von Literature, von den Eigentümern der Times gegründet und leitete deren Geschicke bis zu seinem Tod.
Traills lange Verbindung zum Journalismus darf nicht darüber hinwegtäuschen, dass er eher ein Literat als ein Journalist war. Er schrieb am besten, wenn er sich der Last der Verantwortung am wenigsten bewusst war. Sein spielerischer Humor und seine Schlagfertigkeit kamen nur dann voll zur Geltung, wenn er schrieb, um sich selbst zu erfreuen. Einer seiner brillantesten Kommentare war ein Pamphlet, das ohne seinen Namen veröffentlicht wurde, kurz nachdem er begonnen hatte, für Zeitungen zu schreiben. Es trug den Titel The Israelitish Question and the Comments of the Canaan Journals on thereon (1876). Darin wurde die Geschichte des Exodus in Artikeln erzählt, die den Stil aller führenden Zeitungen der damaligen Zeit sehr geschickt parodierten, und es wurde sofort als das Werk eines geborenen Humoristen anerkannt. Traill setzte diesen Ruf mit The New Lucian (1884) fort ansonsten aber widmete er sich ernsteren Themen. Er war mit Social England. A record of the progress of the people, Herausgeber eines umfangreichen Werks über das soziale England (1893–1898); er schrieb Biographien über Samuel Coleridge-Taylor (1884), Laurence Sterne (1882), William III (1888), Anthony Ashley-Cooper, 3rd Earl of Shaftesbury (1886), William Stafford (1889) und Lord Salisbury (1891); Er verfasste eine Biographie von Sir John Franklin, dem Arktisforscher (1896); nach einem Besuch in Ägypten veröffentlichte er einen Band über dieses Land; und 1897 erschien sein Buch über Lord Cromer. Von diesen Werken sind die literarischen Studien die besten, denn Traill besaß einen kritischen Blick. Er redigierte auch die Hundertjahrfeier-Ausgabe der Werke von Thomas Carlyle (30 Bände, 1896–1907) und schrieb Einführungen zu den verschiedenen Werken. Er veröffentlichte zwei Sammlungen von Essays: Number Twenty (1892) und The New Fiction (1897). 1865 wurde sein Stück Glaucus, a tale of a Fish, am Olympic Theatre aufgeführt. Zusammen mit Robert Hichens schrieb er The Medicine Man, das 1898 am Lyceum aufgeführt wurde. Er starb am 21. Februar 1900 in London.